# Morpho crispitaenia
Morpho crispitaenia är en fjärilsart som beskrevs av Hans Fruhstorfer 1907. Morpho crispitaenia ingår i släktet Morpho och familjen praktfjärilar. Inga underarter finns listade i Catalogue of Life.